# Кормильцев, Владимир Петрович
Влади́мир Петро́вич Корми́льцев (1941—1973) — советский футболист, вратарь.

## Карьера
В 1961 году выступал за краснодарский «Спартак». C 1962 по 1963 год защищал цвета ростовского СКА, в составе которого дебютировал в высшей лиге СССР, где провёл 5 матчей в 1963 году.
В сезоне 1964 года играл за шахтинский «Шахтёр». В 1966 году выступал за «Таврию», провёл 25 встреч, пропустил 22 мяча.